# Fimbristylis scabrida
Fimbristylis scabrida är en halvgräsart som beskrevs av Heinrich Christian Friedrich Schumacher. Fimbristylis scabrida ingår i släktet Fimbristylis och familjen halvgräs. Inga underarter finns listade i Catalogue of Life.